# Ecuación de Schrödinger
La famosa ecuación de Schrödinger, desarrollada por el físico austríaco Erwin Schrödinger en 1925 y publicada en el  1926, describe la evolución temporal de una partícula subatómica cuántica con masa en el contexto no relativista. Es de importancia central en la teoría de la mecánica cuántica ordinaria, donde representa para las partículas microscópicas un papel análogo a la segunda ley de Newton en la mecánica clásica. Las partículas microscópicas incluyen a las partículas elementales, tales como electrones, así como sistemas de partículas, tales como núcleos atómicos.
Es muy importante en muchas aplicaciones, aunque en contextos relativistas debe ser reemplazada por el tratamiento de la teoría cuántica de campos, ya que la ecuación de Schrödinger no contempla los procesos de creación de pares o aniquilación de partículas.

## Ecuación

### Ecuación dependiente del tiempo
La forma de la ecuación de Schrödinger depende de la situación física. La forma más general es la ecuación dependiente del tiempo, la cual describe un sistema que evoluciona con el paso del tiempo:
| Ecuación de Schrödinger dependiente del tiempo (general) {\displaystyle i\hbar {\frac {\partial }{\partial t}}\Psi (\mathbf {r} ,t)={\hat {H}}\Psi (\mathbf {r} ,t)} |

Una función de onda que satisface la ecuación no relativista de Schrödinger con V = 0. Es decir, corresponde a una partícula viajando libremente a través del espacio libre. Este gráfico es la parte real de la función de onda.

donde i es la unidad imaginaria, ħ es la «constante de Planck reducida» o «constante de Dirac» (constante de Planck dividida por 2π), el símbolo ∂∂t indica una derivada parcial con respecto al tiempo t, Ψ (la letra griega psi) es la función de onda del sistema cuántico, y Ĥ es el operador diferencial Hamiltoniano (el cual caracteriza la energía total de cualquier función de onda dada y tiene diferentes formas que dependen de la situación).

Cada una de las tres filas es una función de onda que satisfacen la ecuación de Schrödinger dependiente del tiempo para un oscilador armónico cuántico. A la izquierda: La parte real (azul) y la parte imaginaria (rojo) de la función de onda. A la derecha: La distribución de probabilidad de hallar una partícula con esta función de onda en una posición determinada. Las dos filas de arriba son ejemplos de estados estacionarios, que corresponden a ondas estacionarias. La fila de abajo es un ejemplo de un estado que no es estacionario. La columna de la derecha ilustra por qué el estado puede llamarse "estacionario".

El ejemplo más famoso es la ecuación de Schrödinger no relativista para una partícula simple moviéndose en un campo eléctrico (pero no en un campo magnético; ver la ecuación de Pauli):
| Ecuación de Schrödinger dependiente del tiempo (partícula simple no relativista) {\displaystyle i\hbar {\frac {\partial }{\partial t}}\Psi (\mathbf {r} ,t)=\left[{\frac {-\hbar ^{2}}{2\mu }}\nabla ^{2}+V(\mathbf {r} ,t)\right]\Psi (\mathbf {r} ,t)} |
donde μ es la "masa reducida" de la partícula, V es su energía potencial, ∇2 es el Laplaciano (un operador diferencial), y Ψ es la función de onda (más precisamente, en este contexto, se la denomina "función de onda posición-espacio"). Es decir, significa que la "energía total es igual a la energía cinética más la energía potencial".
Según los operadores diferenciales que se utilizan, se observa que es una ecuación diferencial en derivadas parciales lineal. También es un caso de una ecuación de difusión, pero no como la ecuación del calor, ya que también es una ecuación de onda dada por unidad imaginaria presente en el término de transitorio.
El término "ecuación de Schrödinger" puede referirse a la ecuación general (la primera de arriba), o la versión específica no relativista (la segunda y sus variantes). La ecuación general se usa en toda la mecánica cuántica, desde la ecuación de Dirac hasta la teoría de campos cuánticos, mediante la utilización de expresiones complicadas para el Hamiltoniano. La versión no relativista específica es una aproximación simplificada a la realidad, la cual tiene bastante precisión en muchas situaciones, pero muy imprecisa en muchas otras (ver mecánica cuántica relativista y teoría cuántica de campos relativista).
Para aplicar la ecuación de Schrödinger, se utiliza para el sistema el operador Hamiltoniano, tomado en cuenta las energías cinética y potencial de las partículas que constituyen el sistema, y luego insertadas en la ecuación de Schrödinger. La ecuación en derivadas parciales resultante se resuelve para la función de onda, la cual contiene información acerca del sistema.

### Ecuación independiente del tiempo
La ecuación de Schrödinger independiente del tiempo predice que las funciones de onda pueden tener la forma de ondas estacionarias, denominados estados estacionarios (también llamados "orbitales", como en los orbitales atómicos o los orbitales moleculares). Estos estados son importantes, y si los estados estacionarios se clasifican y se pueden comprender, entonces es más fácil de resolver la ecuación de Schrödinger dependiente del tiempo para cualquier estado. La ecuación de Schrödinger independiente del tiempo es la ecuación que describe los estados estacionarios. (Solo se utiliza cuando el Hamiltoniano no es dependiente del tiempo. Sin embargo, en cada uno de estos casos la función de onda total seguirá dependiente del tiempo.)
| Ecuación de Schrödinger independiente del tiempo (general) {\displaystyle E\Psi ={\hat {H}}\Psi } |
Es decir, la ecuación dice que:
Cuando el operador Hamiltoniano actúa sobre cierta función de onda Ψ, y el resultado es proporcional a la misma función de onda Ψ, entonces Ψ es un estado estacionario, y la constante de proporcionalidad, E, es la energía del estado Ψ.
La ecuación de Schrödinger independiente del tiempo, en terminología de álgebra lineal, es una ecuación con autovalores.
Una conocida aplicación, es la ecuación de Schrödinger no relativista para una partícula simple moviéndose en un campo eléctrico (pero no en uno magnético):
| Ecuación de Schrödinger independiente del tiempo (partícula simple no relativista) {\displaystyle E\Psi (\mathbf {r} )=\left[{\frac {-\hbar ^{2}}{2\mu }}\nabla ^{2}+V(\mathbf {r} )\right]\Psi (\mathbf {r} )} |

## Origen de la ecuación

### Contexto histórico
Al comienzo del siglo XX se había comprobado que la luz presentaba una dualidad onda corpúsculo, es decir, la luz podía manifestarse (según las circunstancias) como partícula (fotón en el efecto fotoeléctrico), o como onda electromagnética en la interferencia luminosa. En 1923 Louis-Victor de Broglie propuso generalizar esta dualidad a todas las partículas conocidas. Propuso la hipótesis, paradójica en su momento, de que a toda partícula clásica microscópica se le puede asignar una onda, lo que se comprobó experimentalmente en 1927 cuando se observó la difracción de electrones. Por analogía con los fotones, De Broglie asocia a cada partícula libre con energía {\displaystyle E} y cantidad de movimiento {\displaystyle p} una frecuencia {\displaystyle \nu } y una longitud de onda {\displaystyle \lambda }:

{\displaystyle \left\{{\begin{matrix}E=h\nu \\p=h/\lambda \end{matrix}}\right.}

La comprobación experimental hecha por Clinton Davisson y Lester Germer mostró que la longitud de onda asociada a los electrones medida en la difracción según la fórmula de Bragg se correspondía con la longitud de onda predicha por la fórmula de De Broglie.
Esa predicción llevó a Schrödinger a tratar de escribir una ecuación para la onda asociada de De Broglie que para escalas macroscópicas se redujera a la ecuación de la mecánica clásica de la partícula. La energía mecánica total clásica es:

{\displaystyle E={p^{2} \over 2m}+V(r)}

El éxito de la ecuación, deducida de esta expresión utilizando el principio de correspondencia, fue inmediato por la evaluación de los niveles cuantificados de energía del electrón en el átomo de hidrógeno, pues ello permitía explicar el espectro de emisión del hidrógeno: series de Lyman, Balmer, Bracket, Paschen, Pfund, etc. 
La interpretación física correcta de la función de onda de Schrödinger fue dada en 1926 por Max Born. En razón del carácter probabilista que se introducía, la mecánica ondulatoria de Schrödinger suscitó inicialmente la desconfianza de algunos físicos de renombre como Albert Einstein, para quien «Dios no juega a los dados» y del propio Schrödinger.

### La derivación histórica
El esquema conceptual utilizado por Schrödinger para derivar su ecuación reposa sobre una analogía formal entre la óptica y la mecánica:
- En la óptica ondulatoria, la ecuación de propagación en un medio transparente de índice real n variando lentamente a la escala de la longitud de onda conduce —mientras se busca una solución monocromática donde la amplitud varía muy lentamente ante la fase— a una ecuación aproximada denominada eikonal. Es la aproximación de la óptica geométrica, a la cual está asociada el principio variacional de Fermat.
- En la formulación hamiltoniana de la mecánica clásica, existe una ecuación de Hamilton-Jacobi (que en última instancia es equivalente a las leyes de Newton). Para una partícula masiva no relativista sometida a una fuerza que deriva de una energía potencial, la energía mecánica total es constante y la ecuación de Hamilton-Jacobi para la ”función característica de Hamilton” se parece formalmente a la ecuación de la eikonal (el principio variacional asociado es el principio de mínima acción.)

Este paralelismo lo había notado ya Hamilton en 1834, pero él no tenía una razón para dudar de la validez de la mecánica clásica. Después de la hipótesis de De Broglie de 1923, Schrödinger dice: la ecuación de la eikonal siendo una aproximación a la ecuación de onda de la óptica ondulatoria, buscamos la ecuación de onda de la "mecánica ondulatoria" (a realizar) donde la aproximación será la ecuación de Hamilton-Jacobi. Lo que falta, primero para una onda estacionaria (E = cte), después para una onda de cualquier tipo.
Schrödinger había en efecto comenzado por tratar el caso de una partícula relativista —como de Broglie antes que él—. Entonces había obtenido la ecuación conocida hoy día con el nombre de Klein-Gordon, pero su aplicación al caso del potencial eléctrico del átomo de hidrógeno daba unos niveles de energía incompatibles con los resultados experimentales. Ello hará que se concentre sobre el caso no-relativista, con el éxito conocido.

## Interpretación estadística de la función de onda
A principios de la década de 1930 Max Born que había trabajado junto con Werner Heisenberg y Pascual Jordan en una versión de la mecánica cuántica basada en el formalismo matricial alternativa a la de Heisenberg apreció que la ecuación de Schrödinger compleja tiene una integral de movimiento dada por {\displaystyle \scriptstyle \psi ^{*}(x)\psi (x)=|\psi (x)|^{2}} que podía ser interpretada como una densidad de probabilidad. Born le dio a la función de onda una interpretación probabilística diferente de la que De Broglie y Schrödinger le habían dado, y por ese trabajo recibió el premio Nobel en 1954. Born ya había apreciado en su trabajo mediante el formalismo matricial de la mecánica cuántica que el conjunto de estados cuánticos llevaba de manera natural a construir espacios de Hilbert para representar los estados físicos de un sistema cuántico.
De ese modo se abandonó el enfoque de la función de onda como una onda material, y pasó a interpretarse de modo más abstracto como una amplitud de probabilidad. En la moderna mecánica cuántica, el conjunto de todos los estados posibles en un sistema se describe por un espacio de Hilbert complejo y separable, y cualquier estado instantáneo de un sistema se describe por un "vector unitario" en ese espacio (o más bien una clase de equivalencia de vectores unitarios). Este "vector unitario" codifica las probabilidades de los resultados de todas las posibles medidas hechas al sistema. Como el estado del sistema generalmente cambia con el tiempo, el vector estado es una función del tiempo. Sin embargo, debe recordarse que los valores de un vector de estado son diferentes para distintas localizaciones, en otras palabras, también es una función de x (o, tridimensionalmente, de r). La ecuación de Schrödinger da una descripción cuantitativa de la tasa de cambio en el vector estado.

## Formulación moderna de la ecuación
En mecánica cuántica, el estado en el instante t de un sistema se describe por un elemento {\displaystyle \scriptstyle \left|\Psi (t)\right\rangle } del espacio complejo de Hilbert — usando la notación bra-ket de Paul Dirac. Las probabilidades de resultados de todas las medidas posibles de un sistema pueden obtenerse a partir de {\displaystyle \scriptstyle \left|\Psi (t)\right\rangle }. La evolución temporal de {\displaystyle \scriptstyle \left|\Psi (t)\right\rangle } se describe por la ecuación de Schrödinger :
| \| {\displaystyle \mathbf {\hat {H}} \left\\|\Psi (t)\right\rangle =i\hbar {d \over dt}\left\\|\Psi (t)\right\rangle ={\frac {{\hat {\vec {\mathbf {p} }}}^{2}}{2m}}\left\\|\Psi (t)\right\rangle +V({\hat {\vec {\mathbf {r} }}},t)\left\\|\Psi (t)\right\rangle } \| |
| {\displaystyle \mathbf {\hat {H}} \left\|\Psi (t)\right\rangle =i\hbar {d \over dt}\left\|\Psi (t)\right\rangle ={\frac {{\hat {\vec {\mathbf {p} }}}^{2}}{2m}}\left\|\Psi (t)\right\rangle +V({\hat {\vec {\mathbf {r} }}},t)\left\|\Psi (t)\right\rangle }           |

donde
- {\displaystyle i\,}: es la unidad imaginaria;
- {\displaystyle \hbar \,}: es la constante de Planck normalizada (h/2π);
- {\displaystyle {\hat {H}}\,}: es el hamiltoniano, dependiente del tiempo en general, el observable corresponde a la energía total del sistema;
- {\displaystyle {\hat {\vec {\mathbf {r} }}}\,}: es el observable posición;
- {\displaystyle {\hat {\vec {\mathbf {p} }}}\,}: es el observable impulso.
- {\displaystyle V\,}: es la energía potencial

Como con la fuerza en la segunda ley de Newton, su forma exacta no da la ecuación de Schrödinger, y ha de ser determinada independientemente, a partir de las propiedades físicas del sistema cuántico.
Debe notarse que, contrariamente a las ecuaciones de Maxwell que describen la evolución de las ondas electromagnéticas, la ecuación de Schrödinger es no relativista. Nótese también que esta ecuación no se demuestra: es un postulado. Se supone correcta después de que Davisson y Germer confirmaron experimentalmente la hipótesis de Louis de Broglie.
Para más información del papel de los operadores en mecánica cuántica, véase la formulación matemática de la mecánica cuántica.

### Limitaciones de la ecuación
- La ecuación de Schrödinger es una ecuación no relativista que sólo puede describir partículas cuyo momento lineal sea pequeño comparado con la energía en reposo dividida por la velocidad de la luz (de no cumplirse esta condición debe acudirse a una ecuación relativista como la de ecuación de Dirac o la de Klein-Gordon).
- Además, la ecuación de Schrödinger no incorpora el espín de las partículas adecuadamente. Pauli generalizó ligeramente la ecuación de Schrödinger al introducir en ella términos que predecían correctamente el efecto del espín; la ecuación resultante es la ecuación de Pauli.
- Más tarde, Paul Dirac, proporcionó la ahora llamada ecuación de Dirac que no sólo incorporaba el espín para fermiones de espín 1/2, sino que introducía los efectos relativistas.

## Resolución de la ecuación
La ecuación de Schrödinger, al ser una ecuación vectorial, se puede reescribir de manera equivalente en una base particular del espacio de estados. Si se elige por ejemplo la base generalizada {\displaystyle \left|{\vec {r}}\right\rangle } correspondiente a la representación de posición definida por:

{\displaystyle {\hat {\vec {\mathbf {r} }}}\left|{\vec {r}}\right\rangle ={\vec {r}}\left|{\vec {r}}\right\rangle }

Entonces la función de onda {\displaystyle \scriptstyle \Psi (t,{\vec {r}})\equiv \left\langle {\vec {r}}\right|\left.\Psi (t)\right\rangle \,} satisface la ecuación siguiente:

{\displaystyle i\hbar {\partial \Psi (t,{\vec {r}}) \over \partial t}=-{\hbar ^{2} \over 2m}{\overrightarrow {\nabla }}^{2}\Psi (t,{\vec {r}})+V({\vec {r}},t)\Psi (t,{\vec {r}})}

Donde {\displaystyle {\overrightarrow {\nabla }}^{2}\,} es el laplaciano. De esta forma se ve que la ecuación de Schrödinger es una ecuación en derivadas parciales en la que intervienen operadores lineales, lo cual permite escribir la solución genérica como suma de soluciones particulares. La ecuación es, en la gran mayoría de los casos, demasiado complicada para admitir una solución analítica de forma que su resolución se hace de manera aproximada y/o numérica.
Nótese que la función de onda definida así, para estados ligados siempre puede interpretarse como un elemento del espacio de Hilbert complejo y separable {\displaystyle \scriptstyle L^{2}(\mathbb {R} ^{3})}, aunque para estados de colisión o no ligados es necesario acudir a espacios de Hilbert equipados para un tratamiento riguroso.

### Búsqueda de los estados propios
Los operadores que aparecen en la ecuación de Schrödinger son lineales; de lo que se deduce que toda combinación lineal de soluciones es solución de la ecuación. Esto lleva a favorecer la búsqueda de soluciones que tengan un gran interés teórico y práctico: al saber los estados que son propios del operador hamiltoniano. Estos estados, denominados estados estacionarios, son las soluciones de la ecuación de estados y valores propios,

{\displaystyle {\hat {H}}|\varphi _{n}\rangle =E_{n}|\varphi _{n}\rangle }

denominada habitualmente ecuación de Schrödinger independiente del tiempo. El estado propio {\displaystyle |\varphi _{n}\rangle } está asociado al valor propio {\displaystyle E_{n}}, escalar real que corresponde con la energía de la partícula en dicho estado. 
Los valores de la energía pueden ser discretos como las soluciones ligadas a un pozo de potencial (por ejemplo nivel del átomo de hidrógeno); resultando una cuantización de los niveles de energía. Estas pueden corresponder también a un espectro continuo como las soluciones libres de un pozo de potencial (por ejemplo un electrón que tenga la suficiente energía para alejarse al infinito del núcleo de átomo de hidrógeno).
A menudo se obtiene que numerosos estados {\displaystyle |\varphi _{n}\rangle } corresponden a un mismo valor de la energía: hablamos entonces de niveles de energía degenerados.
De manera general, la determinación de cada uno de los estados propios del hamiltoniano, {\displaystyle |\varphi _{n}\rangle }, y de la energía asociada, da el estado estacionario correspondiente, solución de la ecuación de Schrödinger :

{\displaystyle |\psi _{n}(t)\rangle \,=\,|\varphi _{n}\rangle \,\exp \left({\frac {-iE_{n}t}{\hbar }}\right)}

Una solución de la ecuación de Schrödinger puede entonces escribirse generalmente como una combinación lineal de tales estados:

{\displaystyle |\psi (t)\rangle \,=\,\sum _{n}\sum _{i}c_{n,i}|\varphi _{n,i}\rangle \exp \left({\frac {-iE_{n}t}{\hbar }}\right)}

Según los postulados de la mecánica cuántica,
- el escalar complejo {\displaystyle c_{n,i}} es la amplitud del estado {\displaystyle |\psi (t)\rangle } sobre el estado {\displaystyle |\varphi _{n,i}\rangle };
- el real {\displaystyle \Sigma _{i}|c_{n,i}|^{2}} es la probabilidad (en el caso de un espectro discreto) de encontrar la energía {\displaystyle E_{n}} mientras se hace una medida de la energía sobre el sistema.

### Rareza de una solución analítica exacta
La búsqueda de estados propios del hamiltoniano es en general compleja. Incluso en el caso resoluble analíticamente del átomo de hidrógeno solo es rigurosamente resoluble de forma simple si se descarta el acoplamiento con el campo electromagnético que permite el paso a los estados excitados, soluciones de la ecuación de Schrödinger del átomo, desde el nivel fundamental.
Algunos modelos simples, aunque no del todo conformes con la realidad, pueden ser resueltos analíticamente y son muy útiles. Estas soluciones sirven para entender mejor la naturaleza de los fenómenos cuánticos, y en ocasiones son una aproximación razonable al comportamiento de sistemas más complejos (en mecánica estadística se aproximan las vibraciones moleculares como osciladores armónicos). Ejemplos de modelos: 
- La partícula libre (potencial nulo);
- La partícula en una caja
- Un haz de partícula incidiendo sobre una barrera de potencial
- La partícula en un anillo
- La partícula en un potencial de simetría esférica
- El oscilador armónico cuántico (potencial cuadrático)
- El átomo de hidrógeno (potencial de simetría esférica)
- La partícula en una red monodimensional (potencial periódico)

En los otros casos, hay que usar técnicas de aproximación :
- La teoría perturbacional da expresiones analíticas en la forma de desarrollos asintóticos alrededor de un problema sin-perturbaciones que sea resoluble exactamente.
- El análisis numérico permite explorar casos inaccesibles a la teoría de perturbaciones.
- El método variacional
- Las soluciones de Hartree-Fock
- Los métodos cuánticos de Montecarlo

## Límite clásico de la ecuación de Schrödinger
Inicialmente la ecuación de Schrödinger se consideró simplemente como la ecuación de movimiento de un campo material que se propagaba en forma de onda. De hecho puede verse que en el límite clásico, cuando {\displaystyle \hbar \to 0} la ecuación de Schrödinger se reduce a la ecuación clásica de movimiento en términos de acción o ecuación de Hamilton-Jacobi. Para ver esto, trabajaremos con la función de onda típica que satisfaga la ecuación de Schrödinger dependiente del tiempo que tenga la forma:

{\displaystyle \psi (x,t)=e^{iS(x,t)/\hbar }}

Donde {\displaystyle S(x,t)/\hbar } es la fase de la onda si se substituye esta solución en la ecuación de Schrödinger dependiente del tiempo, tras reordenar los términos convenientemente, se llega a que:

(4){\displaystyle {\frac {\partial S}{\partial t}}+{\frac {1}{2m}}\left[\left({\frac {\partial S}{\partial x}}\right)^{2}+\left({\frac {\partial S}{\partial y}}\right)^{2}+\left({\frac {\partial S}{\partial z}}\right)^{2}\right]+V(x)={\frac {i\hbar }{2m}}\Delta S}

Si se toma el límite {\displaystyle \hbar \to 0} el segundo miembro desaparece y tenemos que la fase de la función de onda coincide con la magnitud de acción y esta magnitud puede tomarse como real. Igualmente puesto que la magnitud de acción es proporcional a la masa de una partícula {\displaystyle S=ms_{m}\,} puede verse que para partículas de masa grande el segundo miembro es mucho más pequeño que el primero:

(5){\displaystyle {\frac {\partial s_{m}}{\partial t}}+{\frac {1}{2}}\left\Vert {\vec {\nabla }}s_{m}\right\Vert ^{2}+V(x)=\lim _{m\to \infty }{\frac {i\hbar }{2m}}\Delta s_{m}=0}

Y por tanto para partículas macroscópicas, dada la pequeñez de la constante de Planck, los efectos cuánticos resumidos en el segundo miembro se anulan, lo cual explica porqué los efectos cuánticos sólo son apreciables a escalas subatómicas.
De acuerdo con el principio de correspondencia las partículas clásicas de gran masa, comparada con la escala cuántica, son partículas localizadas describibles mediante un paquete de ondas altamente localizado que se desplaza por el espacio. La longitud de onda de las ondas que conformaban dicho paquete material están en torno a la longitud de De Broglie para la partícula, y la velocidad de grupo del paquete coincide con la velocidad del movimiento de la partícula lo que reconcilia la naturaleza corpuscular observada en ciertos experimentos con la naturaleza ondulatoria observada para partículas subatómicas.

## Formulación matricial
Existe una formulación matricial de la mecánica cuántica, en dicha formulación existe una ecuación cuya forma es esencialmente la misma que la de las ecuaciones clásicas del movimiento, dicha ecuación es:

(6){\displaystyle {\frac {{\text{d}}{\hat {A}}}{{\text{d}}t}}\,=\,{\frac {\partial {\hat {A}}}{\partial t}}-{\frac {i}{\hslash }}[{\hat {A}},\,{\hat {H}}]}

De esta ecuación es posible deducir la segunda ley de Newton, resolviendo para el operador {\displaystyle {\hat {p}}}. En efecto se tiene

(7){\displaystyle {\frac {{\text{d}}{\hat {p}}}{{\text{d}}t}}\,=\,-{\frac {i}{\hslash }}[{\hat {p}},\,{\hat {H}}]}

evaluando el conmutador se deduce

(8){\displaystyle {\frac {{\text{d}}{\hat {p}}}{{\text{d}}t}}\,=\,-{\frac {i}{\hslash }}\left({\hat {p}}{\hat {H}}-{\hat {H}}{\hat {p}}\right)\,=\,-{\frac {i}{\hslash }}\left({\frac {{\hat {p}}^{3}}{2m}}+{\hat {p}}V-{\frac {{\hat {p}}^{3}}{2m}}-V{\hat {p}}\right)\,=\,-{\frac {i}{\hslash }}({\hat {p}}V-V{\hat {p}})}

No es difícil demostrar que {\displaystyle V{\hat {p}}=0} y, por tanto, se obtiene:

(9){\displaystyle {\frac {{\text{d}}{\hat {p}}}{{\text{d}}t}}\,=\,-{\frac {i}{\hslash }}{\hat {p}}V\,=\,-{\boldsymbol {\nabla }}V}

donde se ha usado {\displaystyle {\hat {p}}=-i\hslash {\boldsymbol {\nabla }}}. Este resultado es análogo al de la mecánica clásica, para una ecuación parecida que involucra los corchetes de Poisson, más aún, esta ecuación es justamente la formulación Newtoniana de la mecánica.